# Chapelet en famille
Chapelet en famille est une émission radiophonique catholique québécoise diffusée quotidiennement à 19 h, du 1er octobre 1950 à 1970 sur la chaîne montréalaise CKAC.

## Historique
L'émission Chapelet en famille est mise en ondes le 1er octobre 1950 à London, en Ontario, à l'initiative de Mgr Georges-Alexandre Courchesne, évêque de Rimouski. Celui-ci proposa en effet à Mgr Paul-Émile Léger, archevêque de Montréal, de mieux se faire connaître de ses fidèles en obtenant un quart d'heure de temps d'antenne par semaine à la radio. Mgr Albert Valois, évêque auxiliaire du diocèse, propose quant à lui au nouvel archevêque de réciter le chapelet.
Ferdinand Biondi, directeur des programmes de CKAC, leur accorde un essai. L'émission ne doit originellement durer qu'un mois et entend préparer les fidèles à la célébration du centenaire du dogme de l'Immaculée Conception. Mais sa popularité est telle que Ferdinand Biondi demande au futur cardinal Léger de poursuivre son animation quotidienne.
Mgr Léger anime ainsi l'émission jusqu'en 1967, année de son départ pour l'Afrique. Le Chapelet en famille prend fin trois ans plus tard, en 1970.

## Popularité
L'émission connaît un énorme succès. Le 9 décembre 1950, Le Devoir annonce que 154 487 familles, soit 65% de la population totale de l'archidiocèse, se sont engagées à réciter quotidiennement le chapelet. En l'espace de deux mois, la station de radio reçoit plus d'un millier de lettres de félicitations, dont une centaine par semaine sont adressées à Mgr Léger.
Le 1er octobre 1951, à l'occasion de la célébration du premier anniversaire du Chapelet en famille, plus de 10 000 personnes se rendent à la place d'Armes pour la cérémonie religieuse.
La popularité du chapelet à la radio est telle qu'en 1953 Radio-Canada est forcée de changer l'heure de diffusion de son feuilleton Un homme et son péché, initialement diffusée à la même heure que l'émission religieuse.